# Adam Horatio Casparini

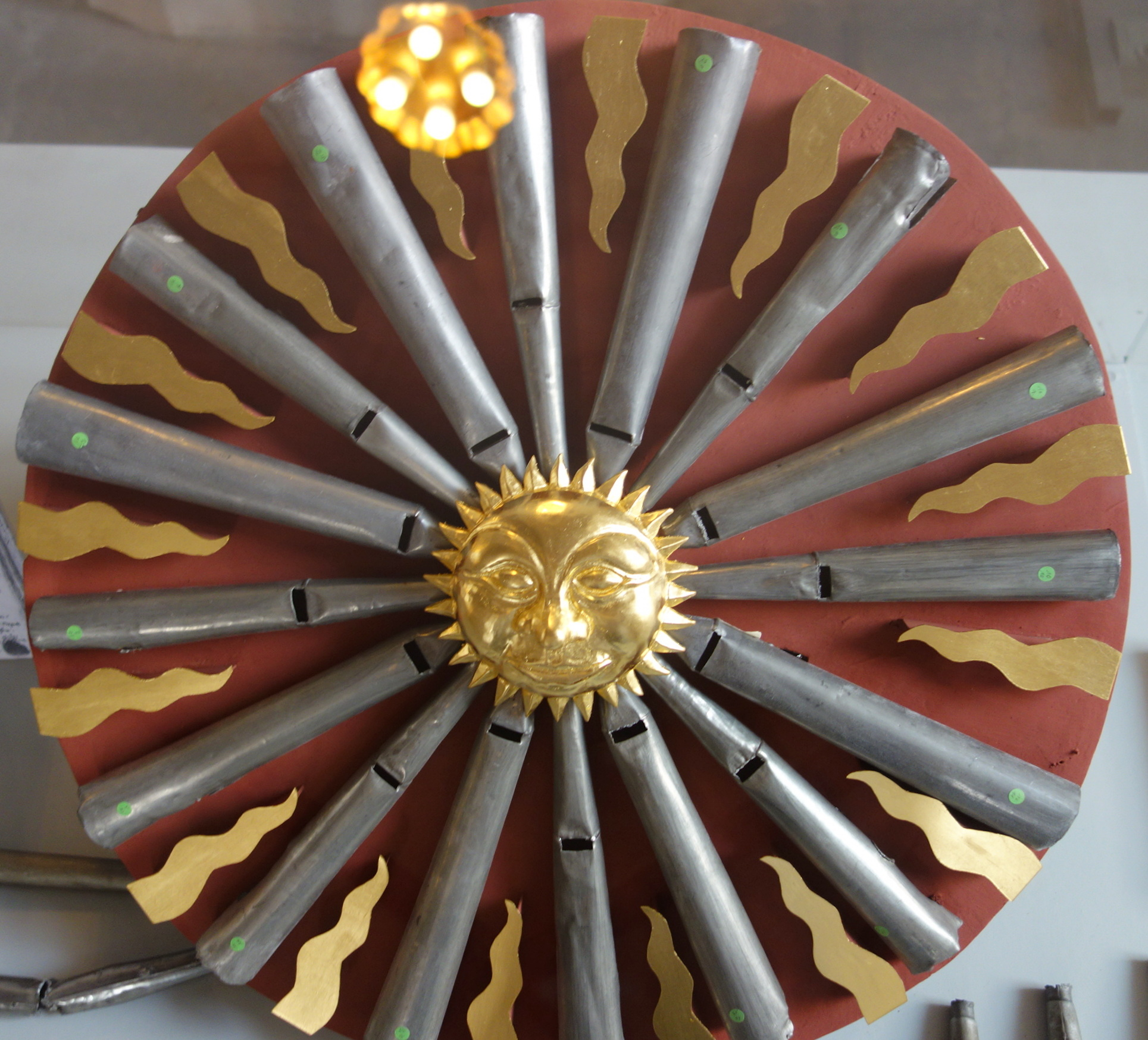
Sonnenorgel in Görlitz

Adam Horatio Casparini (auch Horatius, Orazio; * 29. Juli 1676 in Padua, Italien; † 11. August 1745 in Breslau, Niederschlesien) war ein bedeutender deutscher Orgelbauer in Schlesien.

## Leben

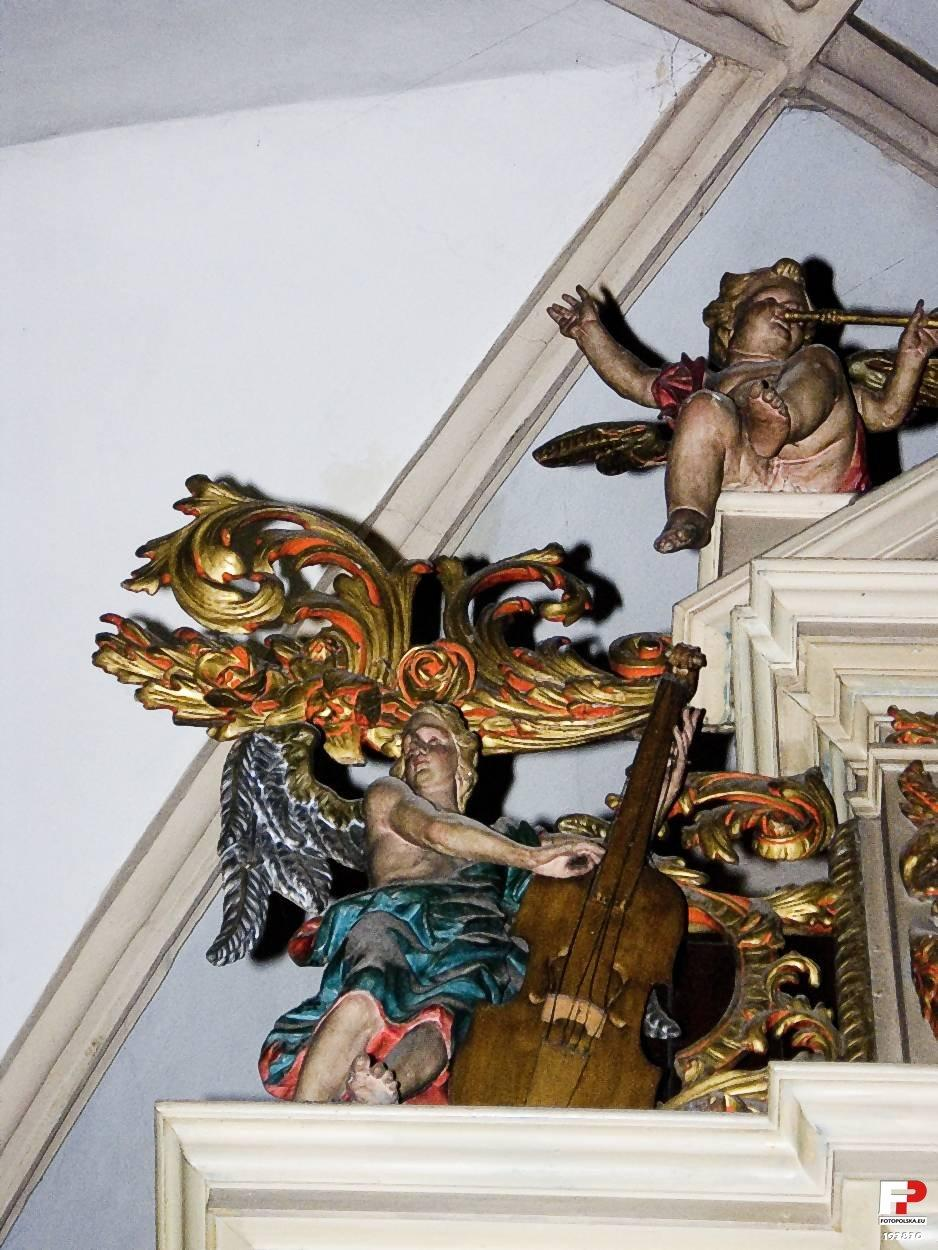
Engel in Hirschberg

Adam Horatio Casparini wurde 1676 in Padua geboren. Er war in Breslau ansässig. Sein Vater Eugenio Casparini und sein Sohn Adam Gottlob Casparini waren ebenfalls bedeutende Orgelbauer.

## Werke
Erhalten sind die Orgeln in Wrocław (Breslau), jetzt Oratorium Marianum und Wołów (Wohlau), sowie Prospekte in Görlitz (Sonnenorgel), Jelenia Góra (Hirschberg) und Legnickie Pole (Wahlstatt), hier fettgedruckt.
In der fünften Spalte bezeichnet die römische Zahl die Anzahl der Manuale, ein großes „P“ ein selbstständiges Pedal. Die arabische Zahl in der vorletzten Spalte bezeichnet die Anzahl der klingenden Register.
| Jahr      | Ort                         | Gebäude                                                                         | Bild | Manuale | Register | Bemerkungen |
| --------- | --------------------------- | ------------------------------------------------------------------------------- | ---- | ------- | -------- | --- |
| 1697      | Untermais bei Meran         |                                                                                 |      |         |          | Wohl zusammen mit seinem Vater. |
| 1703      | Görlitz                     | Pfarrkirche St. Peter und Paul (Görlitz)                                        |      | III/P   | 57       | Sonnenorgel, mit dem Vater, Prospekt erhalten, heute Orgel von Mathis Orgelbau mit IV/P/88. |
| 1706      | Hirschberg (Jelenia Góra)   | Kath: Pfarrkirche St. Erasmus und Pankratius                                    |      | III/P   | 43       | 1703 von seinem Vater begonnen, vollendet durch Adam Horatio nach den Plänen seines Vaters. 1749 nach einem Brand in der Kirche durch Johann Meinert aus Lähn wieder aufgebaut. 1863 durch die Firma Schlag & Söhne instand gesetzt, 1905/1906 durch einen Neubau derselben Firma mit III/P/60 ersetzt. Dabei wurde der Casparini-Prospekt weiter verwendet, dieser ist bis heute erhalten. |
| 1709      | Breslau (Wrocław)           | Bernhardinerkirche                                                              |      | III/P   | 31       | Heute Museum für Architektur, Orgel offensichtlich nicht erhalten. |
| 1712      | Ohlau (Oława)               | Stadtpfarrkirche                                                                |      | II/P    | 22       | Wahrscheinlich zerstört |
| 1715      | Breslau (Wrocław)           | Kirche St. Christopherus                                                        |      | I       | 14       | Die Orgel ist nicht erhalten. |
| 1716      | Wohlau (Wołów)              | Lorenzkirche                                                                    |      | II/P    | 20       | Die Orgel ist weitgehend original erhalten. Die Disposition wurde im 19. Jahrhundert nur leicht verändert. Im Jahr 2001 wurde die Orgel durch die Werkstatt Chrobak aus Breslau restauriert. |
| 1716      | Görlitz                     | Dreifaltigkeitskirche                                                           |      | II/P    | 16       | Orgel nicht erhalten. |
| 1716      | Groß Weigelsdorf            | Ev. Kirche                                                                      |      | I(/P?)  | 13       | Orgel nicht erhalten. |
| 1718      | Breslau (Wrocław)           | Elisabethkirche, jetzt Oratorium Marianum                                       |      | I       | 16 (14?) | Orgelpositiv, zuletzt auf der südlichen Empore der Elisabethkirche kriegsbeschädigt aufbewahrt. Die Teile überlebten den Brand der Kirche im Jahr 1976. 1999 Restaurierung durch Richard Jacoby, Kassel, und Aufstellung im Oratorium Marianum, dem heutigen Konzert- und Festsaal der Universität Breslau.                                                                                 |
| 1718      | Breslau (Wrocław)           | Dom St. Johannes, Chororgel                                                     |      | I       | 10       | Orgel nicht erhalten. |
| 1721–1725 | Tschenstochau (Częstochowa) | Jasna Góra, Kapelle des Bildes unserer lieben Frau (Kaplicy obrazu Matki Bożej) |      | I       | 9        | Orgel nicht erhalten. |
| 1731      | Wahlstatt (Legnickie Pole)  | Kirche St. Hedwig                                                               |      | II/P    | 24       | Es ist mindestens das Gehäuse erhalten, eventuell stammen auch noch Teile der Orgel von Casparini. |
| 1735      | Breslau (Wrocław)           | Elftausend-Jungfrauen-Kirche                                                    |      |         |          | Im Jahr 1806 wurde die Kirche abgebrochen und dabei wahrscheinlich auch die Orgel entfernt. |
| 1737      | Breslau (Wrocław)           | Adalbertkirche                                                                  |      | II/P    | 22       | Die Orgel ist nicht erhalten. |

## Weblink
- Orgelbauer Brandenburg